# Гречишкин Павло Петрович
Павло́ Петро́вич Гречи́шкин (*15 січня 1900, Гречишкин — †1965, Париж) — військовий і громадський діяч, священик, журналіст, редактор, видавець, організатор і настоятель перших українських парафій у Франції; козак Армії УНР.

## Біографія
Народився в сім'ї священика. Закінчив Куп'янську духовну школу за 1-м розрядом (1913), 4 класи Харківської духовної семінарії (1917), але, не бажаючи ставати священиком, вступив до Олександрівського лісового інституту, та за рік через обставини змушений повернутися до духовної семінарії на 5-й курс. Переслідування більшовиків не дали можливості закінчити заклад, і 1918 року він стає до лав Армії УНР, де й пробув весь час Визвольних змагань. Інтернований поляками в табір міста Каліша. Жертвував кошти на хворих вояків Армії УНР.
Емігрував у Чехо-Словаччину, де вступив до партії хліборобів.
Спогад «17 квітня року 1919» написав 15 лютого 1923 в Подєбрадах — про драматичний перехід запорожців на румунський берег Дністра.
Організатор і настоятель перших українських парафій у Франції. 1929 року поступив на теологічний факультет Оломоуцького університету. Учасник 2-го Українського всецерковного з'їзду православних парафій у Франції (18 квітня 1930). 1931 року перейшов у католицтво і став священиком Російської католицької парафії в Австрії. Жертвував кошти на видання книжки Симона Наріжного «Українська еміграція» (Прага, 1942). 1945 року у зв'язку з наближенням червоних залишив Відень і 1946-го переїхав у Париж, де очолив парафію Святої Трійці. В 1933 і 1950 роках брав участь у з'їздах російських католиків у Римі. Завдяки публікаціям у бюлетені «Наш приход» мав значний вплив на російський апостолат.